# Ранер, Карл
Карл Йо́зеф Эрих Ра́нер (нем. Karl Rahner, 5 марта 1904, Фрайбург, королевство Бавария, Германская империя — 30 марта 1984, Инсбрук, Австрия) — немецкий католический теолог и философ, иезуит. Один из лидеров католического обновления второй половины XX века, связанного со вторым Ватиканским собором.
Член Общества Иисуса с 1922 года. Рукоположён в священники в 1932 году. Профессор догматического богословия в Инсбруке (1949—1964), Мюнхене (1964—1967) и Мюнстере (с 1967). Редактор «Церковного и богословского словаря».

## Биография

### Ранние годы. Обучение философии
Карл Ранер родился 5 марта 1904 года во Фрайбурге-им-Бресгау в семье преподавателя гимназии Карла Ранера (1868—1934) и Луизы Трешер (1875—1976). Он был четвёртым ребёнком из семи, у него было две сестры и четверо братьев.
Через три недели после окончания школы, следуя за старшим братом Хуго, 20 апреля 1922 года Ранер принял новициат в ордене иезуитов в городе Фельдкирхе в федеральной земле Форарльберг, Австрия. С 1924 по 1927 гг. обучался философии в Фельдкирхе, а затем в Пуллахе, недалеко от Мюнхена, а также активно занимался изучением святоотеческих трудов и западных средневековых мыслителей, таких как Бонавентура и Игнатий Лойола. Кроме перечисленно выше, он с особым увлечением изучал труды бельгийского философа Жозефа Марешаля (1878—1944). В одном из интервью Ранер рассказывает, что именно «во время этого чтения, думаю, я впервые личным и захватывающим меня образом встретился с Фомой Аквинским, конечно, посредством метода Марешаля».
На третьем курсе Карл написал неотомистическую работу «История и познание истории. Некоторые мысли в духе метафизики томизма» («Geschichte und Geschichtserkenntnis. Einige Gedanken im Geiste thomistischer Metaphysik»). В 1924 году в журнале «Маяк» вышла первая статья Карла Ранера «Почему нам надо молиться».

### Изучение богословия
В 1929 году Ранер поступает в школу богословия в Валкенбурге (Голландия), где в течение четырёх лет изучает латынь и греческий.
26 июля 1932 году в церкви Св. Михаила в Мюнхене вместе с 16 братьями Карл Ранер был рукоположен в священники. В течение двух лет он служил в церкви Св. Андрея в г. Каринтия (Австрия).
В 1934 году Ранер возвращается во Фрайбургский университет для защиты докторской диссертации по философии. Здесь он также посещал семинары известного немецкого философа Мартина Хайдеггера.
Докторская диссертация под названием «Дух в мире: метафизика конечного познания у св. Фомы Аквинского» не была одобрена научным руководителем Мартином Хонекером «как слишком привязанная к учению Хайдеггера».

## Идеи

### Анонимное христианство
Анонимное христианство — это богословская концепция, которая утверждает, что люди, никогда не слышавшие христианского Евангелия, могут быть спасены через Христа.
Римско-католическое богословие о спасении нехристиан началось не с Ранера. Важным центром этого более раннего размышления был университет Саламанки. В течение Тридентского Собора (1545—1563), а также в период сразу после его закрытия, три саламанкских богослова внесли значительный вклад в эту работу, а именно Андреас де Вега (1498—1549), Доминго де Сото и Хуан Мартинес де Рипальда. Из этих трех только Рипальда получил признание Ранера за вклад в его размышления по этому вопросу и, в частности, за формулировку его идеи «сверхъестественного экзистенциала» — понятия, характеризующего возможность знания о Боге, заложенного в каждом человеческом существе и эта возможность существует в течение всей жизни. Поэтому всегда есть действующая благодать, и нет никого, кто был бы полностью оторван от нее.
Концепция Ранера была разработана до Второго Ватиканского Собора и привлекла своё внимание после того, как она получила соборную формулировку. Нехристиане могли «в [своей] основной ориентации и фундаментальном решении», — писал Ранер, — «принять спасительную благодать Бога через Христа, хотя [они], возможно, никогда не слышали о христианском откровении».

## Сочинения
- Schriften zur Theologie. T. I—XVI, Einsiedeln 1958.
- Sämtliche Werke, red. K. Lehmann, J.B. Metz, K.-H. Neufeld, A. Raffelt, H. Vorgrimler, 1995.
- Grundkurs des Glaubens. Einführung in den Begriff des Christentums, Freiburg 1976
  - Основание веры. Введение в христианское богословие. — М.: Библейско-богословский институт св. апостола Андрея, 2006. — 662 с. — (Современное богословие)
- Strukturwandel der Kirche als Aufgabe und Chance, Freiburg 1989.
- Марксистская утопия и христианское будущее человека / Пер. В. А. Янкова // Социально-политическое измерение христианства: Избранные теологические тексты XX в. М., 1994. С. 177—185.